# Stare Kurowo
Stare Kurowo è un comune rurale polacco del distretto di Strzelce-Drezdenko, nel voivodato di Lubusz.
Ricopre una superficie di 77,88 km² e nel 2004 contava 4 174 abitanti.